# 7791 Ebicykl
7791 Ebicykl (1995 EB) là một tiểu hành tinh vành đai chính được phát hiện ngày 1 tháng 3 năm 1995 bởi M. Tichy ở Klet.